# Мирзабабаева, Шакирхон
Шакирхон Мирзабабаева (род. 1938 год, Фергана) — мотальщица Ферганского текстильного комбината имени Дзержинского Министерства лёгкой промышленности Узбекской ССР. Герой Социалистического Труда (1981).

## Биография
Окончила среднюю школу и школу фабрично-заводского обучения в Фергане. С середины 1950-х годов — мотальщица Ферганского текстильного комбината.
В своей работе применяла передовые методы организации труда и рационализаторские предложения, в результате чего смогла значительно увеличить количество обслуживаемых веретён и досрочно выполнить производственные задания Восьмой (1966—1970) и Девятой (1971—1975) пятилеток. По итогам работы в годы этих пятилеток была награждена в 1971 году Орденом Трудового Красного Знамени и в 1974 году — Орденом Октябрьской Революции.
Досрочно выполнила производственные задания Десятой пятилетки (1976—1980), заняв передовое место в заводском социалистическом соревновании. Указом Президиума Верховного Совета СССР от 17 марта 1981 года «за выдающиеся производственные достижения, досрочное выполнение заданий десятой пятилетки и социалистических обязательств, проявленную трудовую доблесть» удостоена звания Героя Социалистического Труда с вручением Ордена Ленина и золотой медали Серп и Молот.
Избиралась делегатом XXV съезда КПСС.
После выхода на пенсию проживала в Фергане.
Награды
- Герой Социалистического Труда
- Орден Ленина
- Орден Трудового Красного Знамени (05.04.1971)
- Орден Октябрьской Революции (20.02.1974)